# فرودگاه پرینس آلبرت
 فرودگاه پرینس آلبرت (به انگلیسی: Prince Albert (Glass Field) Airport) یک فرودگاه همگانی باربری با کد یاتا YPA است که یک باند فرود آسفالت دارد و طول باند آن ۱۵۲۴ متر است. این فرودگاه در کشور کانادا قرار دارد و در ارتفاع ۴۲۸ متری از سطح دریا واقع شده است.

## شرکت‌های هواپیمایی و مقصدهای پروازی
| شرکت‌های هواپیمایی | مقصدهای پروازی |
| ----------------- | --- |
| وست ویند اوییشن   | رجاینا |
| پورنتو ایرویز     | فوند-دو-لاک, La Ronge, پوینتس نورث لندینگ، ساسکاتون جان گ. دیفنبکر، استونی رپیدز، شهر اورانیوم، وولاستون لیک                |
| ترنس‌وست ایر       | فوند-دو-لاک، Fort McMurray, La Ronge, پوینتس نورث لندینگ، ساسکاتون جان گ. دیفنبکر، استونی رپیدز، شهر اورانیوم، وولاستون لیک |
| وست ویند اوییشن   | Charters for staff working at Northern minesites for کامیکو and آریوا                                                       |